# Samoa-Tonga en rugby à XV
Historique des confrontations entre l'équipe des Samoa et l'équipe des Tonga en rugby à XV.

## Les confrontations
| No | Date              | Lieu                                      | Match                      | Score   | Compétition                    |
| -- | ----------------- | ----------------------------------------- | -------------------------- | ------- | ------------------------------ |
| 1  | 30 juillet 1926   | Apia Samoa occidentales                   | Samoa occidentales – Tonga | 5 – 14  | Test match                     |
| 2  | 16 septembre 1932 | Apia Park, Apia Samoa occidentales        | Samoa occidentales – Tonga | 9 – 15  | Test match                     |
| 3  | 9 août 1947       | Apia Park, Apia Samoa occidentales        | Samoa occidentales – Tonga | 5 – 3   | Test match                     |
| 4  | 1er juillet 1956  | Teufaiva Sport Stadium, Nuku'alofa, Tonga | Tonga – Samoa occidentales | 24 – 8  | Test match                     |
| 5  | 1er juillet 1957  | Apia Park, Apia, Samoa occidentales       | Samoa occidentales – Tonga | 6 – 29  | Test match                     |
| 6  | 2 juillet 1957    | Apia Park, Apia, Samoa occidentales       | Samoa occidentales – Tonga | 7 – 24  | Test match                     |
| 7  | 3 juillet 1957    | Apia Park, Apia, Samoa occidentales       | Samoa occidentales – Tonga | 9 – 9   | Test match                     |
| 8  | 3 septembre 1963  | Buckhurst Park, Suva, Fidji               | Tonga – Samoa occidentales | 16 – 5  | Test match                     |
| 9  | 6 septembre 1963  | Buckhurst Park, Suva, Fidji               | Samoa occidentales – Tonga | 8 – 12  | Test match                     |
| 10 | 1er juillet 1972  | Apia Park, Apia, Samoa occidentales       | Samoa occidentales – Tonga | 18 – 26 | Test match                     |
| 11 | 2 juillet 1972    | Apia Park, Apia, Samoa occidentales       | Samoa occidentales – Tonga | 14 – 16 | Test match                     |
| 12 | 1er juillet 1975  | Apia Park, Apia, Samoa occidentales       | Samoa occidentales – Tonga | 10 – 15 | Test match                     |
| 13 | 2 juillet 1975    | Apia Park, Apia, Samoa occidentales       | Samoa occidentales – Tonga | 14 – 9  | Test match                     |
| 14 | 1er juillet 1978  | Teufaiva Sport Stadium, Nuku'alofa, Tonga | Tonga – Samoa occidentales | 24 – 8  | Test match                     |
| 15 | 30 août 1979      | Stade national, Suva, Fidji               | Tonga – Samoa occidentales | 18 – 10 | Test match                     |
| 16 | 1er juillet 1980  | Apia Park, Apia, Samoa occidentales       | Samoa occidentales – Tonga | 12 – 15 | Test match                     |
| 17 | 1er juillet 1982  | Teufaiva Sport Stadium, Nuku'alofa, Tonga | Tonga – Samoa occidentales | 7 – 13  | Tri-nations du Pacifique       |
| 18 | 1er juillet 1983  | Stade national, Suva, Fidji               | Tonga – Samoa occidentales | 15 – 6  | Tri-nations du Pacifique       |
| 19 | 4 juillet 1984    | Stade national, Suva, Fidji               | Samoa occidentales – Tonga | 10 – 4  | Tri-nations du Pacifique       |
| 20 | 8 juin 1985       | Apia Park, Apia, Samoa occidentales       | Samoa occidentales – Tonga | 11 – 3  | Tri-nations du Pacifique       |
| 21 | 5 juillet 1986    | Teufaiva Sport Stadium, Nuku'alofa, Tonga | Tonga – Samoa occidentales | 31 – 15 | Tri-nations du Pacifique       |
| 22 | 26 août 1987      | Stade national, Suva, Fidji               | Samoa occidentales – Tonga | 7 – 4   | Tri-nations du Pacifique       |
| 23 | 1er juillet 1988  | Stade national, Suva, Fidji               | Samoa occidentales – Tonga | 20 – 13 | Tri-nations du Pacifique       |
| 24 | 11 avril 1990     | Tokyo Stadium, Tokyo, Japon               | Tonga – Samoa occidentales | 3 – 12  | Qualifications Coupe du monde  |
| 25 | 1er juillet 1990  | Apia Park, Apia, Samoa occidentales       | Samoa occidentales – Tonga | 12 – 6  | Tri-nations du Pacifique       |
| 26 | 28 mai 1991       | Teufaiva Sport Stadium, Nuku'alofa, Tonga | Tonga – Samoa occidentales | 13 – 41 | Tri-nations du Pacifique       |
| 27 | 13 juillet 1992   | Apia Park, Apia, Samoa occidentales       | Samoa occidentales – Tonga | 22 – 17 | Tri-nations du Pacifique       |
| 28 | 29 mai 1993       | Teufaiva Sport Stadium, Nuku'alofa, Tonga | Tonga – Samoa occidentales | 6 – 30  | Tri-nations du Pacifique       |
| 29 | 4 juin 1994       | Apia Park, Apia, Samoa occidentales       | Samoa occidentales – Tonga | 32 – 19 | Tri-nations du Pacifique       |
| 30 | 8 juillet 1995    | Teufaiva Sport Stadium, Nuku'alofa, Tonga | Tonga – Samoa occidentales | 13 – 12 | Tri-nations du Pacifique       |
| 31 | 13 juillet 1996   | Apia Park, Apia, Samoa occidentales       | Samoa occidentales – Tonga | 30 – 15 | Tri-nations du Pacifique       |
| 32 | 28 juin 1997      | Apia Park, Apia, Samoa occidentales       | Samoa occidentales – Tonga | 62 – 13 | Tri-nations du Pacifique       |
| 33 | 18 septembre 1998 | Parramatta Stadium, Sydney, Australie     | Tonga – Samoa              | 20 – 28 | Tri-nations (Qualif. CM)       |
| 34 | 5 juin 1999       | Apia Park, Apia, Samoa                    | Tonga – Samoa              | 6 – 6   | Tri-nations du Pacifique       |
| 35 | 24 juin 2000      | Teufaiva Sport Stadium, Nuku'alofa, Tonga | Tonga – Samoa              | 16 – 13 | Tri-nations du Pacifique       |
| 36 | 2 juin 2001       | Apia Park, Apia, Samoa                    | Samoa – Tonga              | 20 – 18 | Tri-nations du Pacifique       |
| 37 | 29 juin 2001      | Teufaiva Sport Stadium, Nuku'alofa, Tonga | Tonga – Samoa              | 14 – 23 | Tri-nations (Qualif. CM)       |
| 38 | 15 juin 2002      | Teufaiva Sport Stadium, Nuku'alofa, Tonga | Tonga – Samoa              | 16 – 25 | Tri-nations (Qualif. CM)       |
| 39 | 28 juin 2002      | Apia Park, Apia, Samoa                    | Samoa – Tonga              | 31 – 13 | Tri-nations du Pacifique       |
| 40 | 29 mai 2004       | Apia Park, Apia, Samoa                    | Samoa – Tonga              | 24 – 14 | Tri-nations du Pacifique       |
| 41 | 2 juillet 2005    | Apia Park, Apia, Samoa                    | Samoa – Tonga              | 50 – 28 | Tri-nations du Pacifique       |
| 42 | 23 juillet 2005   | Teufaiva Sport Stadium, Nuku'alofa, Tonga | Tonga – Samoa              | 19 – 30 | Tri-nations du Pacifique       |
| 43 | 1er juillet 2006  | Central Coast Stadium, Gosford, Australie | Tonga – Samoa              | 0 – 36  | Cinq Nations du Pacifique      |
| 44 | 23 juin 2007      | Apia Park, Apia, Samoa                    | Samoa – Tonga              | 50 – 3  | Coupe des nations du Pacifique |
| 45 | 16 septembre 2007 | Stade de la Mosson, Montpellier, France   | Samoa – Tonga              | 15 – 19 | Coupe du monde (Poule A)       |
| 46 | 28 juin 2008      | Teufaiva Sport Stadium, Nuku'alofa, Tonga | Tonga – Samoa              | 15 – 20 | Coupe des nations du Pacifique |
| 47 | 23 juin 2009      | Churchill Park, Lautoka, Fidji            | Samoa – Tonga              | 27 – 13 | Coupe des nations du Pacifique |
| 48 | 1er juillet 2010  | Apia Park, Apia, Samoa                    | Samoa – Tonga              | 24 – 23 | Coupe des nations du Pacifique |
| 49 | 13 juillet 2011   | Churchill Park, Lautoka, Fidji            | Tonga – Samoa              | 29 – 19 | Coupe des nations du Pacifique |
| 50 | 5 juin 2012       | Mizuho Rugby Stadium, Nagoya, Japon       | Samoa – Tonga              | 20 – 18 | Coupe des nations du Pacifique |
| 51 | 7 juin 2014       | Apia Park, Apia, Samoa                    | Samoa – Tonga              | 18 – 18 | Coupe des nations du Pacifique |
| 52 | 25 juin 2016      | Apia Park, Apia, Samoa                    | Samoa – Tonga              | 30 – 10 | Coupe des nations du Pacifique |
| 53 | 1 juillet 2017    | Teufaiva Sport Stadium, Nuku'alofa Tonga  | Tonga – Samoa              | 30 – 26 | Coupe des nations du Pacifique |
| 54 | 16 juin 2018      | ANZ Stadium, Suva Fidji                   | Samoa – Tonga              | 18 – 28 | Coupe des nations du Pacifique |
| 55 | 27 juillet 2019   | Apia Park, Apia, Samoa                    | Samoa – Tonga              | 25 – 17 | Coupe des nations du Pacifique |
| 56 | 9 juillet 2022    | Churchill Park, Lautoka Fidji             | Samoa – Tonga              | 34 – 18 | Coupe des nations du Pacifique |
| 57 | 5 août 2023       | Apia Park, Apia, Samoa                    | Samoa – Tonga              | 34 – 9  | Test match                     |